# Herpetophytum
Herpetophytum is een geslacht van vijftien soorten orchideeën uit de onderfamilie Epidendroideae. Het geslacht is afgesplitst van Dendrobium.
Het zijn kleine, epifytische of terrestrische orchideeën van koele tot warme montane regenwouden uit Nieuw-Guinea, met slanke, afgeplatte stengels, talrijke kleine en smalle, vlezige, ruwe blaadjes en alleenstaande, witte bloempjes.

## Naamgeving enetymologie
- Synoniem: Dendrobium Sw. sect. Herpetophytum Schltr.

De botanische naam Herpetophytum is afgeleid van het Oudgriekse ἑρπετόν ('herpeton' «kruipend [wezen]») en φυτόν ('phyton' «plant»).

## Taxonomie
Herpetophytum werd voorheen geclassificeetrd als  de sectie Herpetophytum van het geslacht Dendrobium. Het is  in 1981 tot geslacht gepromoveerd door Brieger.
Het geslacht telt in de meest recent geaccepteerde taxonomie vijftien soorten. De typesoort is Herpetophytum schlechteri.

### Soortenlijst
- Herpetophytum appendicula (Schltr.) Rauschert (1983)
- Herpetophytum decumbens (Schltr.) Rauschert (1983)
- Herpetophytum disoides (Schltr.) Rauschert (1983)
- Herpetophytum glossorhynchoides (Schltr.) Brieger (1981)
- Herpetophytum hippocrepiferum (Schltr.) Rauschert (1983)
- Herpetophytum lucidum (Schltr.) Brieger (1981)
- Herpetophytum millarae (A.D.Hawkes) Rauschert (1983)
- Herpetophytum nigricans (Schltr.) Rauschert (1983)
- Herpetophytum oxychilum (Schltr.) Rauschert (1983)
- Herpetophytum podocarpifolium (Schltr.) Rauschert (1983)
- Herpetophytum schlechteri Rauschert (1983)
- Herpetophytum scopula (Schltr.) Rauschert (1983)
- Herpetophytum vagabundum (A.D.Hawkes & A.H.Heller) Rauschert (1983)
- Herpetophytum vestigiiferum (J.J.Sm.) Rauschert (1983)
- Herpetophytum vonroemeri (J.J.Sm.) Rauschert (1983)